# Ондавські Матяшовці
Ондавські Матяшовці (словац. Ondavské Matiašovce) — село в Словаччині, Врановському окрузі Пряшівського краю.
Уперше згадується у 1363 році.
У селі є римо-католицький костел (1773) в стилі бароко-класицизму.

## Географія
Розташоване в східній частині Словаччини на межі Низьких Бескидів з Поздішовською височиною в долині Ондави. Протікає Матяшовський потік.

## Населення
| Рік:            | 1994. | 2004.   | 2014.   | 2024.   |
| --------------- | ----- | ------- | ------- | ------- |
| Кількість осіб: | 753   | 811     | 825     | 803     |
| Різниця:        |       | +7,70 % | +1,72 % | -2,66 % |

| Рік:            | 2023. | 2024.   |
| --------------- | ----- | ------- |
| Кількість осіб: | 799   | 803     |
| Різниця:        |       | +0,50 % |

У селі проживає 828 осіб.
Національний склад населення (за даними перепису 2001 року):
- словаки — 80,60 %,
- цигани — 18,91 %,
- чехи — 0,12 %,
- українці — 0,12 %.

Склад населення за приналежністю до релігії станом на 2001 рік:
- римо-католики — 92,66 %,
- греко-католики — 6,97 %,
- православні — 0,12 %,
- не вважають себе вірянами або не належать до жодної вищезгаданої конфесії — 0,25 %.